# Diplomonády
Diplomonády (Diplomonadida, v jiných pojetích též Diplomonadea a Diplozoa) je řád jednobuněčných eukaryotických organismů z říše Excavata. Někdy se řadí do kmene Fornicata, jindy do kmene Metamonada. Patří k němu asi 100 druhů v osmi rodech, z nichž čtyři (Hexamita, Spironucleus, Octomitus, Giardia) jsou parazitické. Významným parazitem je právě Giardia intestinalis, tedy česky lamblie střevní.

## Stavba buňky
Typickou vlastností buněk diplomonád je symetrie podle jedné osy (tzv. diplozoická stavba těla). Obsahují díky tomu dvě sady organel, včetně páru jader. Naopak se u nich nenacházejí mitochondrie, u rodu Giardia však byl nalezen mitozom. Také Golgiho aparát je silně redukovaný či zcela chybí, ačkoliv u Giardia intestinalis byly po něm určité stopy nalezeny.

## Klasifikace
Diplomonadida se dělí na dvě přirozené skupiny. U čeledi Hexamitidae (~Distomatida) najdeme trubicovitá buněčná ústa procházející celým tělem, u čeledi Giardiidae došlo k úplné ztrátě buněčných úst.